# Harry Ayres
Pour les articles homonymes, voir Ayres.
Horace Henry Ayres, mieux connu sous le nom de Harry Ayres, est un alpiniste et guide néo-zélandais. Il est né le 31 juillet 1912 à Christchurch et mort le 16 juillet 1987 près de Lyttelton Harbour.
Il participe à l'expédition Fuchs-Hillary en 1955–1958, notamment aux côtés d'Edmund Hillary.
En 1981, Ayres est nommé officier de l'ordre de l'Empire britannique pour ses services dans le domaine de l'alpinisme. Il est « le plus grand guide d'escalade de son époque et l'un des meilleurs alpinistes de Nouvelle-Zélande ».